# Internal Bleeding
Internal Bleeding (engl.: Innere Blutung) ist eine Death-Metal-Band aus Long Island, New York, die im Jahr 1991 gegründet wurde, sich 2004 auflöste und seit 2011 wieder aktiv ist. Sie spielen den typischen New-York-Death-Metal.

## Geschichte
Nachdem sich seine vorherige Doom-Metal-Band Autumn Reign aufgelöst hatte, gründete der Gitarrist Chris Pervelis Internal Bleeding Anfang 1991. In der Originalbesetzung waren neben Pervelis anfangs der Bassist Tom Slobowski, der Sänger Brian Richards, der Schlagzeuger Bill Tolley und der Gitarrist Anthony Miola. Kurz darauf wurden Slobowski und Richards bereits durch John Colucco und Eric Wigger ersetzt. Im Winter wurden 300 leere Audiokassetten in einer lokalen Universität gefunden, die für das erste Demo One Dollar Demo verwendet wurden. Danach übernahm Wallace Milton den Gesang und Brian Hobbie spielte den Bass. Im Winter des Folgejahres schloss sich unter dem Namen Invocation of Evil das zweite Demo an. Die kurz darauf folgende Wiederveröffentlichung fand bei Wild Rags Records statt, wobei das Demo mit einem Absatz von über 5.000 Stück die zum damaligen Zeitpunkt bestverkaufte CD des Labels war. Es folgten einige selbstfinanzierte Touren. Das nächste Demo schloss sich Anfang 1994 unter dem Namen Perpetual Degradation an. Für die Aufnahme hatte der Schlagzeuger Tolley den Gesang übernommen, da Milton die Band verlassen hatte. Als permanenter Ersatz kam danach der hauptberuflich als Polizist arbeitende Frank Rini zur Besetzung. Die Veröffentlichung fand erneut bei Wild Rags Records statt und setzte rund 6.200 Kopien ab. Daraufhin folgten weitere Auftritte, wie etwa im selben Jahr die Teilnahme am Milwaukee Metalfest. Bei dem Festival wurde Pavement Music auf Internal Bleeding aufmerksam. Nachdem die Band einen Plattenvertrag bei dem Label erreicht hatte, erschien hierüber im Jahr 1995 das von Scott Burns abgemischte Debütalbum Voracious Contempt. Bei den folgenden Konzerte in den Jahren 1995 und 1996 trat die Gruppe unter anderem zusammen Immolation und Six Feet Under auf.
1997 schloss sich das zweite Album The Extinction of Benevolence an. Aufgrund finanzieller Probleme des Labels konnte das Album allerdings kaum beworben werden und auch Touren konnten kaum finanziert werden. Statt das Album mit Touren zu bewerben, wurde die Band inaktiv. Im selben Jahr trat die Band allerdings noch auf dem Metalmania Festival in Milwaukee auf. Gegen Ende 1998 veränderte sich die Besetzung der Band stark, ehe 1999 das nächste Album Driven to Conquer erschien, das von Brian Griffin von Broken Hope produziert worden war. Hierauf ist Ray Lebron als neuer Sänger und Guy Marchais für Miola als neuer Gitarrist zu hören. Zuvor hatte Ryan Schimmenti den vorherigen Sänger Rini kurzzeitig ersetzt. Schimmenti war zuvor bei der Band Disfigured aktiv gewesen. Rini hatte auf deren Tonträger Prelude to Dementia als Gastmusiker mitgewirkt. Im Jahr 2000 trennte sich die Band von Pavement Music und unterzeichnete einen Vertrag bei Olympic Recordings. Im selben Jahr stieß Jason Carbon als neuer Bassist zur Band und ersetzte Hobbie. Es folgte im Jahr darauf die Veröffentlichung einer Kompilation aus frühen Demos unter dem Namen Alien Breed. Im Dezember 2001 kam Jerry Lowe (Bodyfarm) als neuer Sänger zur Besetzung und für das Jahr 2002 wurde ein Album namens Hatefuel angekündigt. Mitte 2002 wurde Marchais durch den Gitarristen Frank Buffalino ersetzt. Das angekündigte Album wurde allerdings unter diesem Namen nie veröffentlicht, lediglich ein Promo-Demo ist hierfür 2003 erschienen. Für Anfang Juli 2004 wurden Auftritte zusammen mit Pyrexia und Mortal Decay angekündigt, die jedoch wieder abgesagt werden mussten da Chris Pervelis im Juni die Band verließ. Als Ersatz fand man Matt Ferrara, welcher auch in dem Nebenprojekt Punchyourface von Buffalino und Lowe tätig war. Danach machte man sich erneut daran, Hatefuel aufzunehmen. Die Aufnahmen fanden in den Full Force Studios unter der Leitung von Terrance Hobbs statt. Im Mai 2004 entschied man sich dazu den Titel in Onward to Mecca abzuändern. Das Album erschien im selben Jahr. Im August und September ging es zusammen mit Six Feet Under auf eine Nordamerika-Tournee, ehe im Oktober Pervelis zur Band zurückkehrte, was das Ausscheiden für Buffalino bedeutete. Für eine zweimonatige US-Tour zusammen mit Bodies in the Gears of the Apparatus und Strong Intention Mitte 2005 kamen der Gitarrist Chris Montez und der Schlagzeuger Kyle Eddy zur Besetzung. Nach diesen beiden Touren kam es zur Auflösung der Band. Im Oktober 2006 wurde verkündet, dass Rini, Pervelis, Hobbie und Tolley planten, eine neue Band zu gründen.
Anfang 2011 entschied sich Chris Pervelis die Band neuzugründen, nachdem er Bill Tolley und Brian Hobbie kontaktiert hatte. Als neue Mitglieder waren der Bassist Jason Liff und der Sänger Keith DeVito (Pyrexia, Suffocation, Obituary) in der Besetzung. Es schlossen sich Auftritte bei verschiedenen Festivals in der Schweiz und den Niederlanden sowie eine Tour durch die USA an. Mitte 2012 erschien unter dem Namen Heritage of Sickness, die aus ihren Demos und Live-Lieder mit Keith DeVito als Sänger besteht. Durch ein Promo-Demo im Jahr 2013 wurde Unique Leader Records auf die Gruppe aufmerksam, worüber im September 2014 das Album Imperium erschien. Im Herbst des Jahres ging es zusammen mit Kataklysm, Jungle Rot, Pyrexia und Suffocation auf Tour, ehe im Oktober 2015 ein Auftritt auf dem Knotfest folgte.

## Stil
Auf ihrem Facebook-Profil bezeichnet die Band selbst sich als Pioniere des Slam Death Metals. rockdetector.com wies darauf hin, dass das Debütalbum fast als Klassiker des Death-Metal-Genres bezeichnet wird.
Martin Wickler vom Metal Hammer befand in seiner Rezension zu Driven to Conquer, dass hierauf qualitativ hochwertiger und typischer US-amerikanischer Death Metal zu hören ist. Allerdings sei die Musik wenig innovativ. Bereits zwei Ausgaben später rezensierte Michael Schäfer das Album erneut und schrieb, dass sich das Album ein wenig von mittelmäßigem Death Metal abhebt. Auf dem Album werde „brutal bebolzt, rhythmisch gehackt, elegant geklimpert oder fast schon verträumt in die Ferne geblickt“. Der Gesang könne „dir gurgelnd die Luft abdrücken, grindcorig quieken oder einfach nur noch ins Gesicht kotzen“. Die Rhythmik der Lieder sei komplex, wobei die Band jedoch zu keinem Zeitpunkt orientierungslos klinge.
Martin Popoff schrieb in The Collector’s Guide of Heavy Metal Volume 3: The Nineties über Voracious Contempt, dass hierauf aggressiver und blasphemischer Death Metal zu hören ist, den man sich aufgrund der Aggressivität nur schwer anhören könne. Er zog einen Vergleich zu Cannibal Corpse. Auf The Extinction of Benevolence sei schroffer und atonaler Death Metal zu hören, den er unter anderem als „jazzy“ beschrieb. Besonders steche die Snare Drum aus den Liedern heraus. Der Sänger Ray Lebron klinge auf Driven to Conquer ein wenig aggressiver als sein Vorgänger. Auf dem Album klinge die Gruppe schlagkräftiger, präziser und weniger künstlerisch anspruchsvoll. Allerdings sei eine technisch Spielweise immer noch vorhanden. Die Produktion habe sich auf dem Album verbessert, was man vor allem am verbesserten Doublebass-Klang höre. Die Lieder würden dunkle, sozio-politische Themen behandeln. David Perri bezeichnete Onward to Mecca in The Collector’s Guide of Heavy Metal Volume 4: The ’00s als Death Metal, wie er für die frühen 1990er Jahre üblich war oder milderen Grindcore. Die Musik der Band sei teils ungewöhnlich, kling jedoch eindimensional. Das Album biete Schlagzeugspiel, das an Misery Index erinnere, Gitarrenharmonien vergleichbar mit denen von Dying Fetus und eine Metalcore-Energie wie sie für Premonitions of War oder Between the Buried and Me typisch sei.

## Diskografie
- 1991: One Dollar Demo (Demo, Eigenveröffentlichung)
- 1992: Invocation of Evil (Demo, Eigenveröffentlichung)
- 1994: Perpetual Degradation (Demo, Wild Rags Records)
- 1995: Voracious Contempt (Album, Pavement Music)
- 1997: The Extinction of Benevolence (Album, Pavement Music)
- 1999: Driven to Conquer (Album, Pavement Music)
- 2001: Alien Breed (Kompilation, Olympic Recordings)
- 2004: Pure American Fury (Demo, Eigenveröffentlichung)
- 2004: Onward to Mecca (Album, Olympic Recordings)
- 2012: Heritage of Sickness (Kompilation, Eigenveröffentlichung)
- 2014: Imperium (Album, Unique Leader Records)
- 2018: Corrupting Influence (Album, Unique Leader Records)